# Lepidilema unipectinata
Lepidilema unipectinata är en fjärilsart som beskrevs av Aurivillius 1910. Lepidilema unipectinata ingår i släktet Lepidilema och familjen björnspinnare. Inga underarter finns listade i Catalogue of Life.